# Halbautomatisches Geschütz
Ein Halbautomatisches Geschütz ist ein Geschütz, das nach dem Abschuss die Hülse auswirft und mit offenem Verschluss wieder ladebereit ist. Die ersten dieser Waffen waren Weiterentwicklungen der Schnellfeuergeschütze nach der Jahrhundertwende und wurden bereits im Ersten Weltkrieg in großer Zahl eingesetzt.

## Funktion

### Halbautomatik
Halbautomatische Geschütze sind in der Regel Rohrrücklaufgeschütze mit einem Keilverschluss, die Patronenmunition verschießen. Bei Rohrrücklaufgeschützen ist das Rohr nicht direkt auf der Lafette, sondern auf einer dazwischenliegenden Rohrwiege angebracht. Bei der Schussabgabe wird das Rohr durch den Rückstoß nach hinten beschleunigt und durch den in der Rohrwiege angebrachten Rohrvorholer wieder nach vorne in Schussstellung gebracht. Kurz vor dem Ende des Vorlaufes wird der Verschluss durch eine an der Rohrwiege angesetzte Leitkurve geöffnet und wirft die Hülse aus. Der Verschluss bleibt geöffnet. Zum Nachladen wird die nächste Patrone eingelegt und mit einem hölzernen Setzer ins Patronenlager geschoben, worauf der Hülsenauswerfer wieder in seine vordere Position gebracht wird, was dazu führt, dass der Verschluss schließt. Die Waffe ist geladen.

### Schussauslösung
Je nach Geschütz kann die Schlagvorrichtung nach dem Nachladen gespannt oder aus Sicherheitsgründen nicht gespannt sein. Im zweiten Fall wird das Schlagstück bei der Betätigung des Abzughebels oder nach dem Ziehen des Abschussriemens gespannt, gelöst und schlägt mit dem Zündstift auf die Zündkapsel der Hülse. Wird der Abzug losgelassen, so bringt eine Feder das Schlagstück in seine Ruhelage zurück.